# セザールコーポレーション

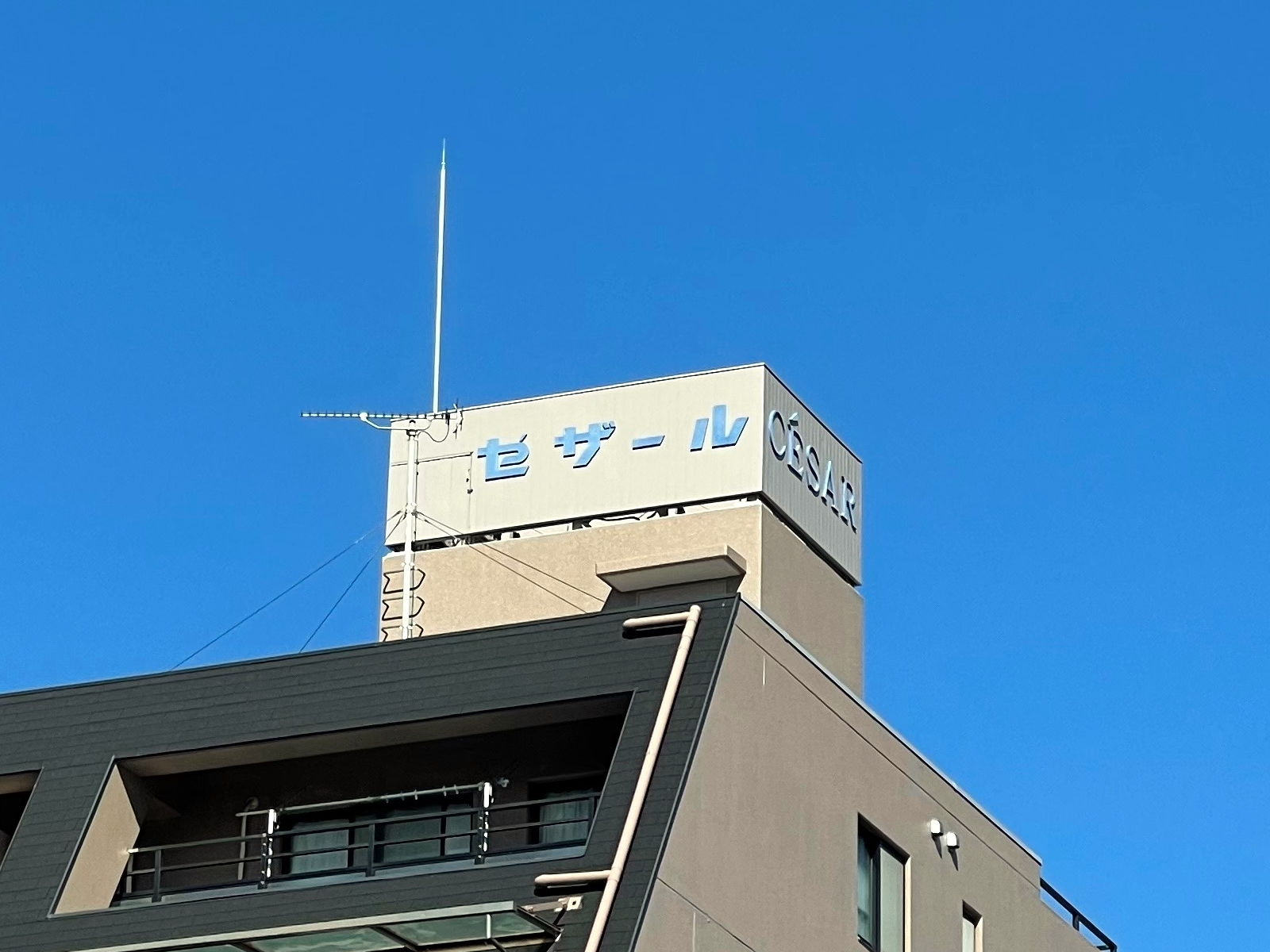
セザールマンションの看板。「セザール」および「CÉSAR」の表記が見られる。

株式会社セザールコーポレーション（英称：CESAR CORPORATION）は、かつて存在した不動産会社で、東京都品川区上大崎3-3-1に本社を置いていた。
「セザール」（CÉSAR）のブランドで分譲マンションを販売していた。同ブランドのマンションは現在株式会社穴吹ハウジングサービスに継承され、同社の管理下となっている。

## 沿革

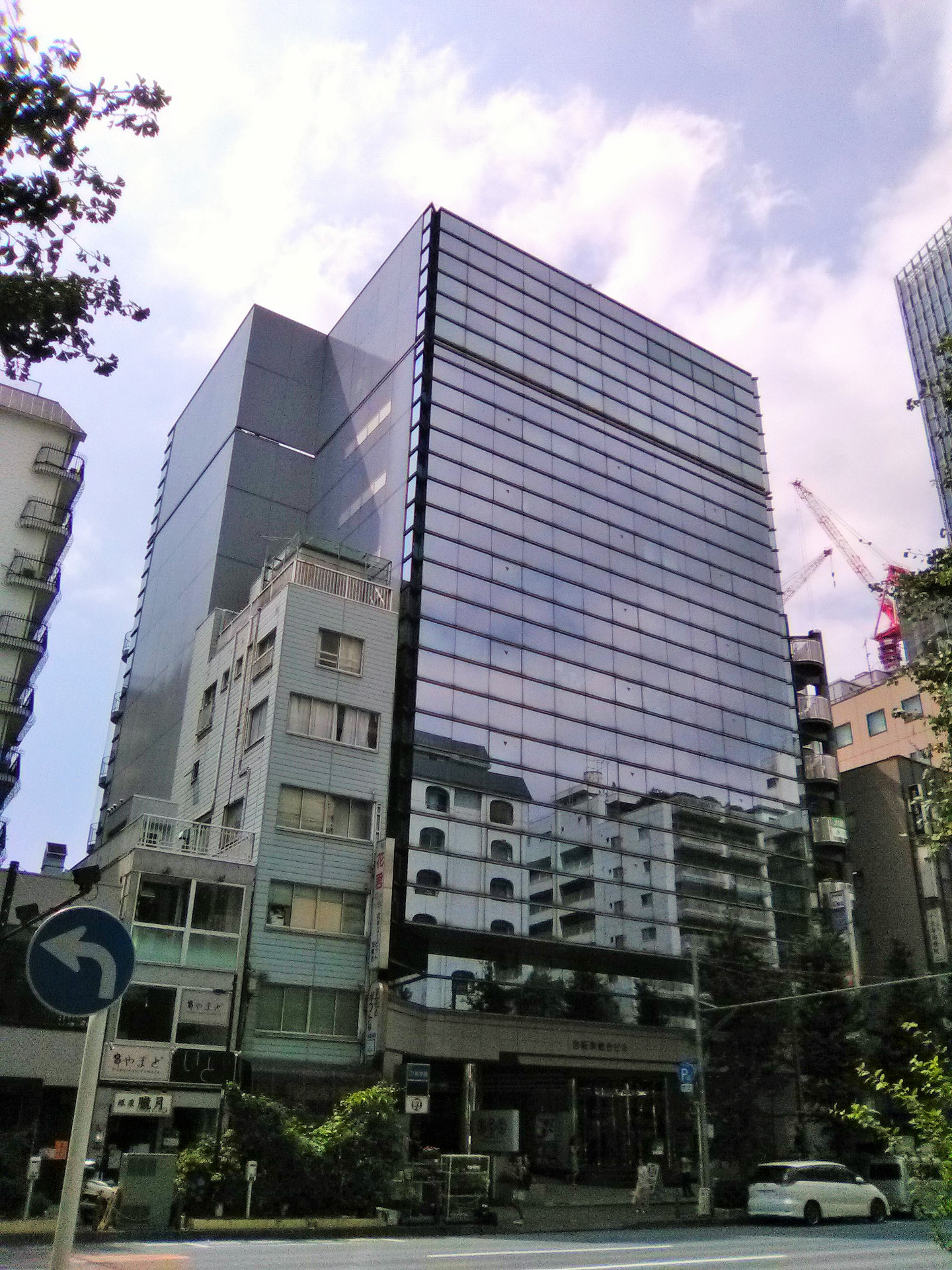
かつて本社が置かれていた当時のセザールセンタービル（現・自転車総合ビル）

- 1971年（昭和46年）10月30日 - 東京都新宿区に株式会社ジャパンプランニングセンターを設立。
- 1984年（昭和59年）10月 - 株式会社ジャパンプランニングセンター、株式会社セザールに商号を変更。
- 1989年（平成元年）4月4日 - 株式会社セザールジャパン設立。
- 2000年（平成12年）8月 - 関連企業のジャパンコミュニティ株式会社設立。
- 2003年（平成15年）3月24日 - 株式会社セザール、民事再生法申請。
- 2004年（平成16年）1月 - 株式会社セザール、株式会社ジャパンコーポレーションに商号を変更。
- 2006年（平成18年）12月1日 - 株式会社ジャパンコーポレーション、株式会社セザールジャパンを吸収合併し、株式会社セザールコーポレーションに商号を変更。
- 2009年（平成21年）10月1日 - ジャパンコミュニティ株式会社、株式会社セザールサポートに商号を変更。
- 2011年（平成23年）11月1日 - 株式会社セザールサポート、不動産管理および損害保険代理店業等各事業を、株式会社穴吹ハウジングサービス（穴吹興産の実質的親会社）の完全子会社である株式会社あなぶきセザールサポートへ吸収分割。
- 2018年（平成30年）7月1日 - 株式会社あなぶきセザールサポートが株式会社穴吹ハウジングサービスに吸収合併され、当社の系譜でセザールを冠する商号を持つ会社が消滅。

## キャラクター
セザールボーイというクマをモチーフにカウボーイ風に擬人化したマスコットキャラクターが存在する。1985年ごろから2007年ごろまで、アニメーションのCMが多数作られており、西部劇映画『シェーン』のパロディで終わることが多いことで知られている。

## OVA
『タイムレンジャー セザールボーイの冒険 ローマ帝国編』
セザールが企画し、東映ビデオから1999年2月に発売されたOVA。

### ストーリー
時空捜査官セザールボーイが、時空犯罪者スカーキャットによって変えられてしまった過去の歴史を戻すため、ローマ帝国時代へとタイムトリップする。

### キャスト
セザールボーイ
声 - 大川透
カレン・グローリー
声 - 三石琴乃
スカーキャット
声 - 野沢那智
リディア
声 - 雪乃五月
ミュローナ
声 - KaNNa
セザール皇帝
声 - 花田光
ブルーガス
声 - 水内清光
時空管理局局長
声 - 内海賢二

### スタッフ
- 制作 企画 - セザールアニメ制作委員会
- 演出 - 高山秀樹
- 作画監督 - 新井豊
- 美術監督 - 高遠和茂
- メカ・モンスターデザイン - 小林誠
- 音楽 - 山中紀昌
- 音楽協力 - 丸谷晴彦
- 音楽コーディネイター - 藤田顕史
- 音響監督 - 高山秀樹
- 効果 - スワラ・プロダクション
- 録音スタジオ - タバック
- キャスティング協力 - 賢プロダクション
- 現像所 - 東京現像所
- 制作 - ムツプランニング、文化通信株式会社
- プロデューサー - 堀部睦生、井上圭
- 原作・脚本・監督 - 康村諒
- 製作・著作 - 株式会社セザール

### 主題歌
作詞 - 藤田顕史 / 作曲・編曲 - 山中紀昌 / 唄 - KaNNa / 協力 - サンミュージックプロダクション